# Avidemux
Avidemux（エイブイアイデマックス）は、ノンリニア編集およびマルチメディアファイルのトランスコード用の自由かつオープンソースのアプリケーションである。「単純な動画編集タスク用のシンプルなツール」として、ユーザーが「基本的なことを非常に簡単な方法で実行できるようにする」ことを目的としている。C++でプログラムされており、グラフィカルユーザインタフェースにはQtを、マルチメディア機能にはFFmpegを使用している。バージョン2.4以降、Avidemuxはコマンドラインインターフェイスも提供しており、バージョン2.6以降、元のGTKポートはメンテナンスされておらず、現在は廃止されている。
AvidemuxはLinux、macOS、Windows向けに開発されているが、FreeBSD、NetBSD、OpenBSD向けの非公式ビルドも利用可能である
。

## 概要

### 特徴
Avidemuxは便宜さと処理速度を重視し設計されている。様々な形式への変換が可能で、フィルタ効果も多数揃えられている（いくつかのフィルタは、MPlayer、Avisynthから移植されている）。プログラム設計における中核には、SpiderMonkey（ECMAScript用の実行エンジン）を使用。これにより、作成中のプロジェクトをプロジェクトファイルとして保存することが可能となっている。Linux、Windows、macOSで稼動する。カットや結合といった基本的な編集のみなら再エンコード不要なコピーまたは一部のフレームだけ再エンコードするスマートコピーで出力する選択も可能。

### 使用用途
動画配信サイトの隆盛に伴い動画編集ソフトウェアの使用人口拡大が目立つ。Avidemuxはオープンソースで設計されている事、プラットホームが広い事、比較的簡単に操作できサポート形式が豊富であるという3点を合わせ持つため、上記目的でアマチュアが多々使用する。

## 入力形式のサポート

### ファイル形式
- AVI、OpenDML(AVI2.0)
- MPEG
- NuppelVideo
- 静止画（BMP、JPEG、PNG）
- OGM
- MOV、MP4、3GPP

### ビデオコーデック
- DV
- FFV1
- H.263
- Huffyuv
- MPEG-1、MPEG-2
- MPEG-4 Part2 SP/ASP
- MPEG-4 Part10 AVC (H.264)
- Motion JPEG
- MS-MPEG4 v2
- Raw RGB
- SVQ3
- VP3
- WMV2

### オーディオコーデック
- AAC
- AC3
- AMR narrow band
- LPCM WAV
- MP3、MP2
- Vorbis
- WMA

## 出力形式のサポート

### ファイル形式
- AVI（シングルオーディオ、デュオオーディオの選択可）
- 静止画（BMP、JPEG対応）
- MPEG
- OGM
- MP4

### ビデオコーデック
- FFV1
- H.263
- HuffYUV
- MPEG-1、MPEG-2
- MPEG-4 Part2 ASP
- MPEG-4 Part10 AVC (H.264) (x264を使用)
- MJPEG
- Snow

### オーディオコーデック
- AAC
- AC3
- LPCM WAV
- MP3、MP2
- Vorbis